# José Luís Peixoto
Œuvres principales
- Sans un Regard, 2003
- Une Maison dans les Ténèbres, 2006
- Le Cimetière de Pianos, 2008

José Luís Peixoto (né le 4 septembre 1974) est un romancier portugais.

## Biographie
José Luis Peixoto est né dans un petit village du sud du Portugal, dans la région portugaise d'Alentejo. Il a obtenu un diplôme en langues et en littératures modernes à l'Université Nova de Lisbonne. Il a été professeur pendant quelques années au Portugal et au Cap Vert avant de devenir écrivain professionnel en 2001.

### Œuvres publiées en France[1]
- 2003 -  Sans un Regard, (traduit par François Rosso, Grasset)
- 2006 - Une Maison dans les Ténèbres, (traduit par François Rosso, Grasset)
- 2008 - Le Cimetière de Pianos, (traduit par François Rosso, Grasset)
- 2012 - Livro, (traduit par François Rosso, Grasset)
- 2013 - La Mort du père, (traduit par François Rosso, Grasset)
- 2017 - Soufre, (traduit par Ana Isabel Sardinha Desvignes & Antoine Volodine, Seuil)
- 2023 - Le chemin imparfait, (traduit par Patricia Houéfa Grange, Éditions Gope)

### Œuvres publiées au Portugal

#### Fiction
- 2000 - Morreste-me
- 2000 - Nenhum Olhar'
- 2002 - Uma Casa na Escuridão
- 2003 - Antídoto
- 2006 - Minto Até ao Dizer que Minto
- 2006 - Cemitério de Pianos
- 2007 - Hoje Não
- 2007 - Cal
- 2010 - Livro
- 2012 - Abraço
- 2014 - Galveias
- 2015 - Em Teu Ventre

#### Poésie
- 2001 - A Criança em Ruínas
- 2002 - A Casa, a Escuridão
- 2008 - Gaveta de papéis

### Pièce de théâtre
- 2006 - Anathema Estreada par Tg STAN en première au Théâtre de la Bastille à Paris.
- 2007 - À Manhã Estreada au Théâtre Sao Luiz à Lisbonne.
- 2007 - Quando o Inverno Chegar en première au Théâtre Sao Luiz à Lisbonne.

#### Texte pour musique
- 2007 - Negócios Estrangeiros, pour Da Weasel
- 2008 - O Velório de Cláudio ou la Representação Bufa de Personagens Históricas
- 2008 - Orfeu ed Eurídice (une adaptation)

Il a écrit des textes pour les groupes : A Naifa, Quinta do Bill, Mísia, Joana Amendoeira.

## Prix
- Prix Jovens Criadores de l'Instituto Português da Juventude de 1997, 1998 e 2000.
- Prix José Saramago, da Fundação Círculo de Leitores, 2001.
- Prix Daniel Faria, 2008.
- Prix Cálamo Outra Mirada, 2008.